# Kazimierz Biskupi
Kazimierz Biskupi è un comune rurale polacco del distretto di Konin, nel voivodato della Grande Polonia.
Ricopre una superficie di 107,96 km² e nel 2005 contava 10 329 abitanti.